# Kota Belanda
De ruïnes van Kota Belanda (maleis, letterlijk: Hollandse stad) te Pulau Pangkor bestaan uit de resten van een buitenpost, die in 1670 werd gebouwd in een poging van de Vereenigde Oostindische Compagnie (VOC) tot handel met Malakka. Bij de VOC stond het bekend onder de naam Fort Dindingh, naar de rivier Dinding, die tegenover het eiland, op het vasteland van Maleisië, in zee stroomt.

## Beschrijving
Het fort werd door de VOC gebouwd in 1670 en bestemd voor de opslag en de bewaking van tin, afkomstig van het sultanaat Perak.
Het fort werd in 1690 verwoest door de Maleiers, die ontevreden waren met de wijze waarop de Nederlanders probeerden mineralen te verkrijgen. Het werd in 1743 herbouwd en er werd een macht van zestig tot tachtig soldaten geplaatst om het fort te bewaken tot 1748, toen het fort definitief verlaten werd.
In 1973 werd het gereconstrueerd door het Maleis museum en werd het, naar aanleiding van de Antiquities Act 1976 nummer 242 (Perak Gazette, 21 maart 1978) als monument beschouwd. Volgens genoemde wet kan iemand die vandalisme pleegt aan een oud monument of een historische plaats naar de gevangenis worden gestuurd voor een maximumperiode van drie maanden.
Het fort staat op honderd meter van het strand en is opgebouwd uit drie stenen muren met ronde ramen, die op regelmatige afstand van elkaar geplaatst zijn. Bij het fort is een klein park aangelegd en zijn er wat winkeltjes voor bezoekers neergezet. De voormalige vesting is momenteel een toeristenattractie.

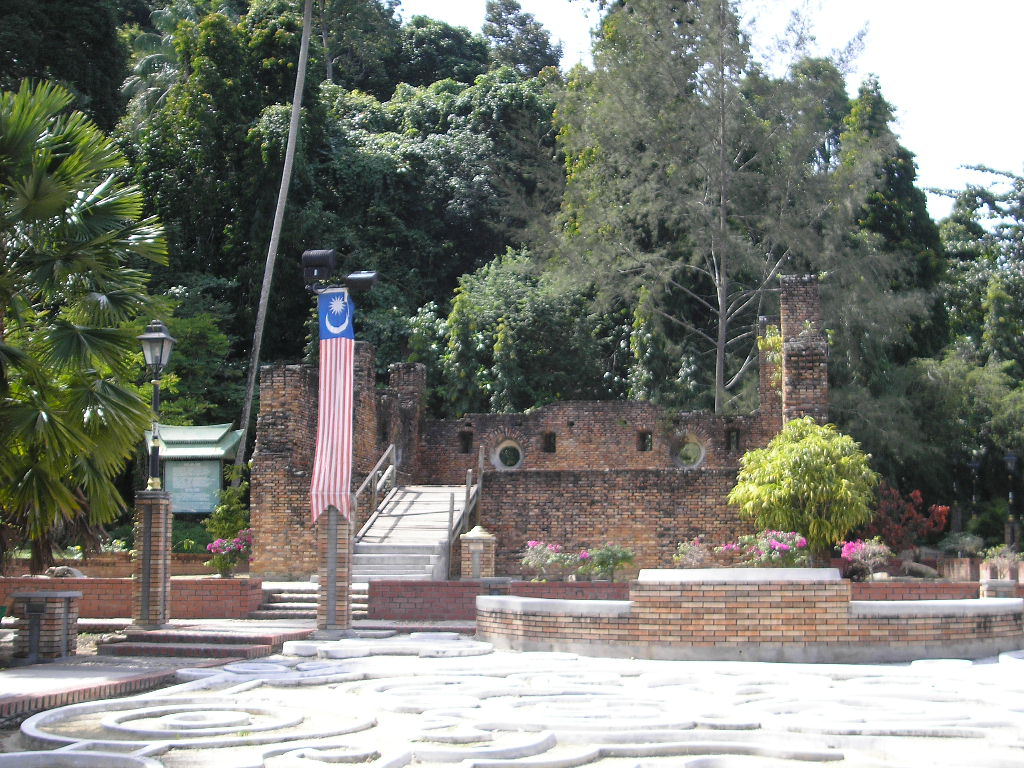
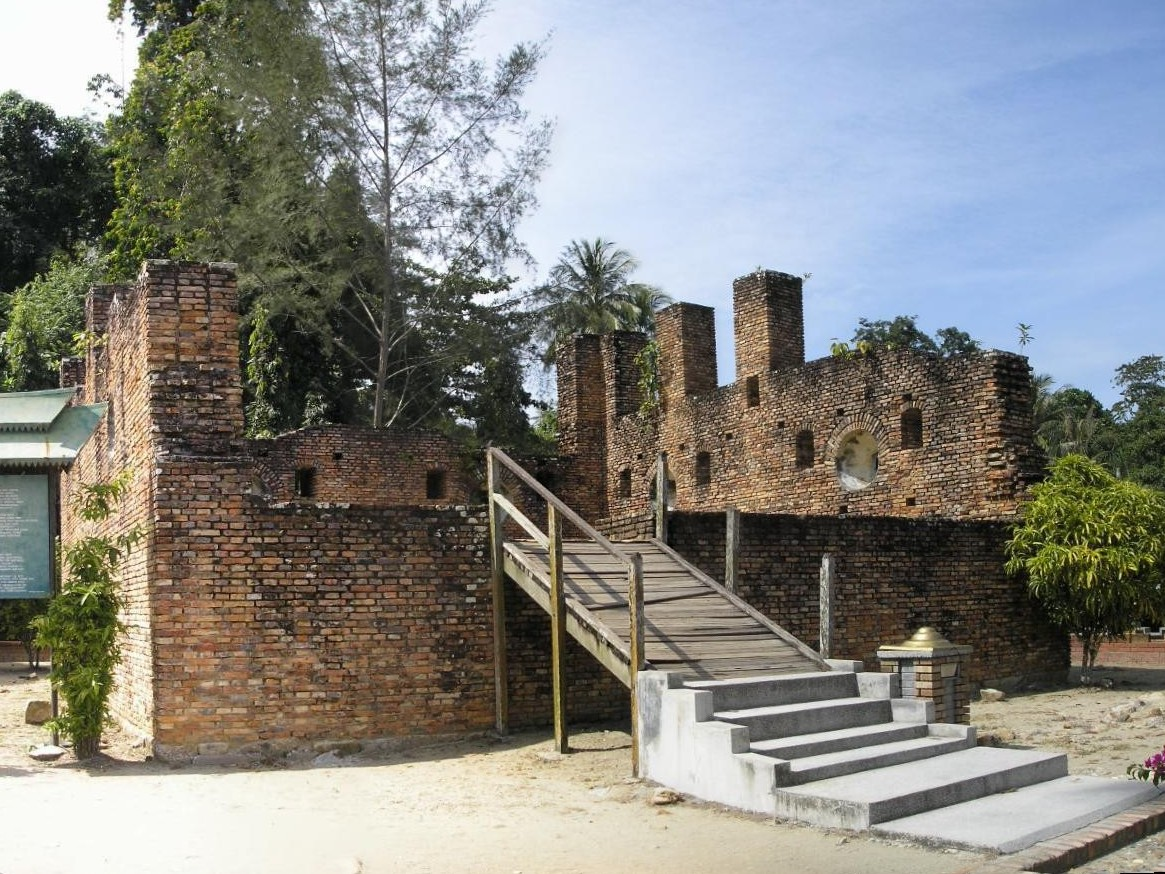
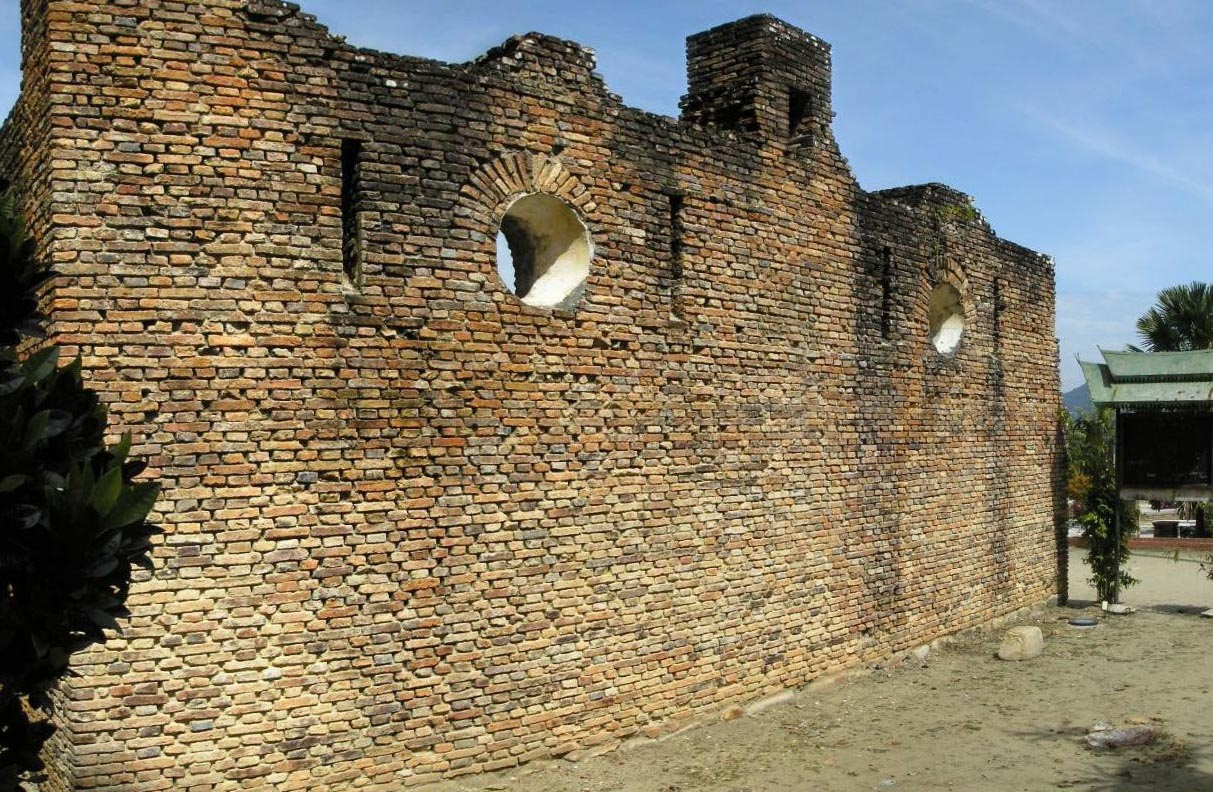
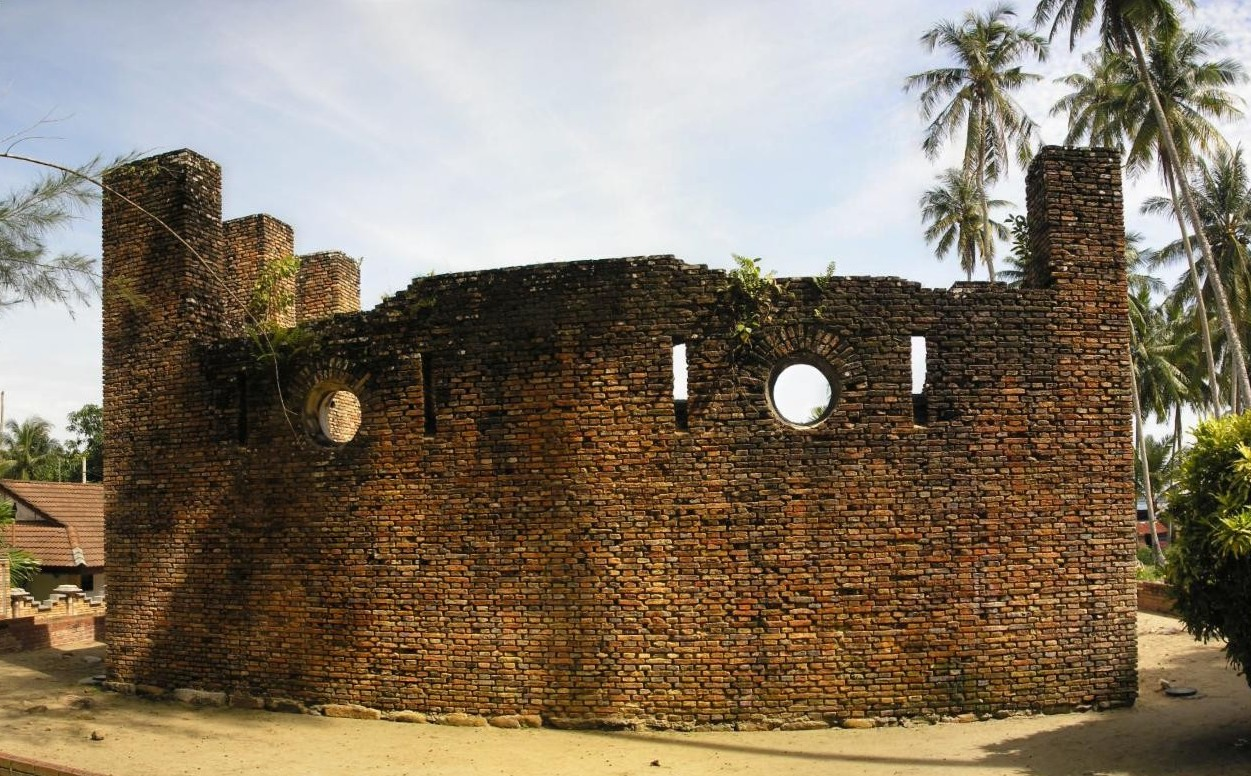
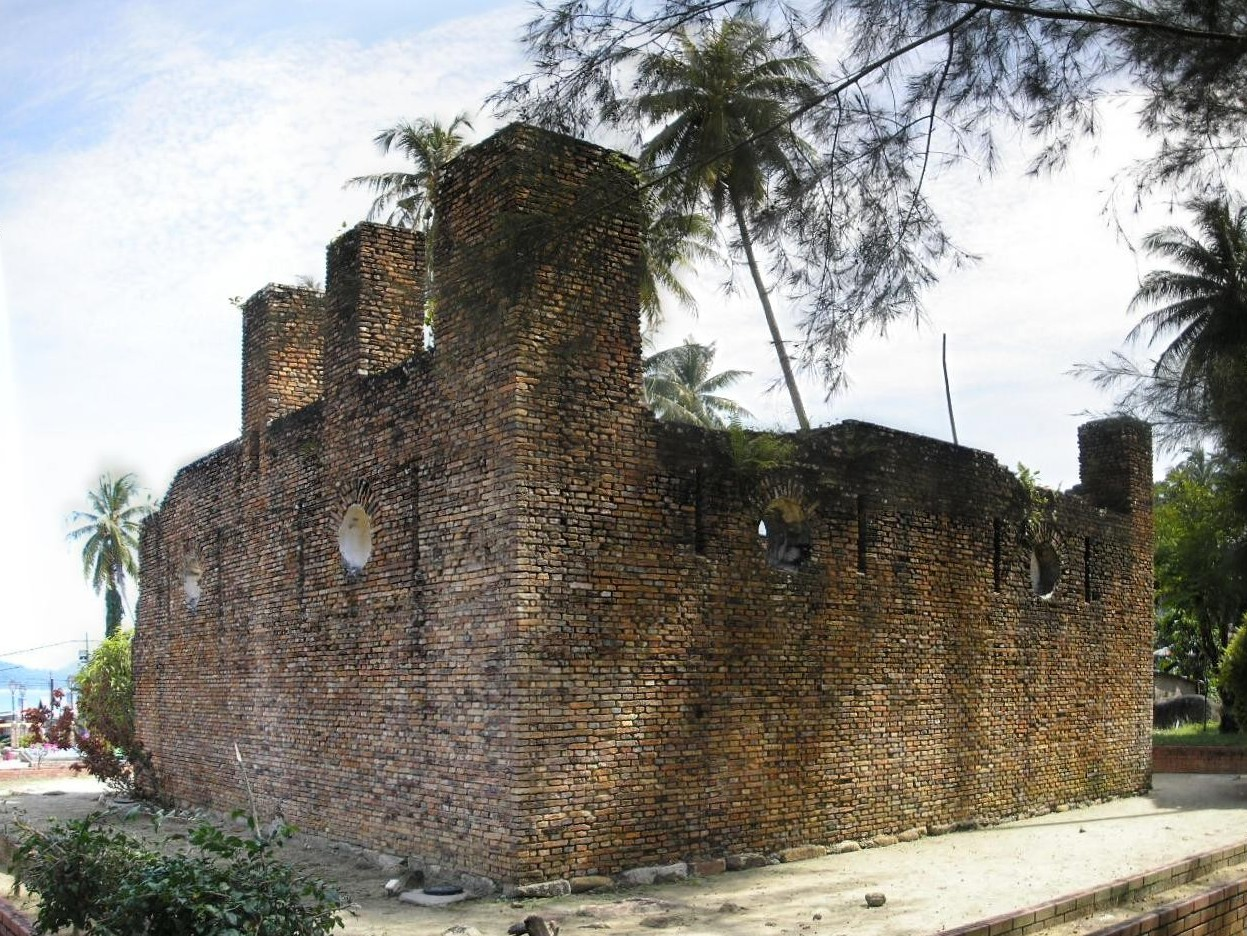